# Gusti Wolf
Gusti Wolf, eigentlich Augusta Wolf, (* 11. April 1912 in Wien; † 5. Mai 2007 ebenda) war eine österreichische Schauspielerin.

## Leben
1912 als Tochter einer Arbeiterfamilie geboren, wollte Gusti Wolf ursprünglich Malerin werden. Nach Schauspielunterricht bei Karl Forest gab sie in Krumau an der Deutschen Schaubühne am 25. Oktober 1933 ihr Debüt. 1934 stand sie als Prinz York in Richard III. erstmals auf der Bühne des Wiener Burgtheaters, weitere Stationen waren 1934/35 die Kammerspiele in Wien unter der Direktion von Erich Ziegel, das Deutsche Theater in Mährisch-Ostrau und 1936 bis 1940 die Münchner Kammerspiele bei Otto Falckenberg, der ihr wichtigster Lehrmeister wurde. Von 1939 bis zur Theatersperre 1944 war sie an der Volksbühne Berlin engagiert.
In Stella Kadmons Kabarett Zum Lieben Augustin entdeckten Fritz Grünbaum und Karl Farkas ihr komisches und musikalisches Talent. Sie schrieben für Gusti Wolf zwei Revuen, die über 100-mal in den Wiener Kammerspielen gespielt wurden.
Seit 1946 gehörte sie zum Ensemble des Burgtheaters, seit 1987 war sie dort Ehrenmitglied. Zu ihren erfolgreichsten Rollen auf der Bühne gehörte der Puck in William Shakespeares Ein Sommernachtstraum. Sechs Jahrzehnte stand sie im Burgtheater auf der Bühne. Ihr Repertoire reichte von Nestroy über Schnitzler und Hofmannsthal bis zu Horvath und zeitgenössischen Stücken. Zuletzt stand sie im Herbst 2006 als Fremdenführerin in der Mozartjahr-Produktion Mozartwerke GmbH auf der Bühne.

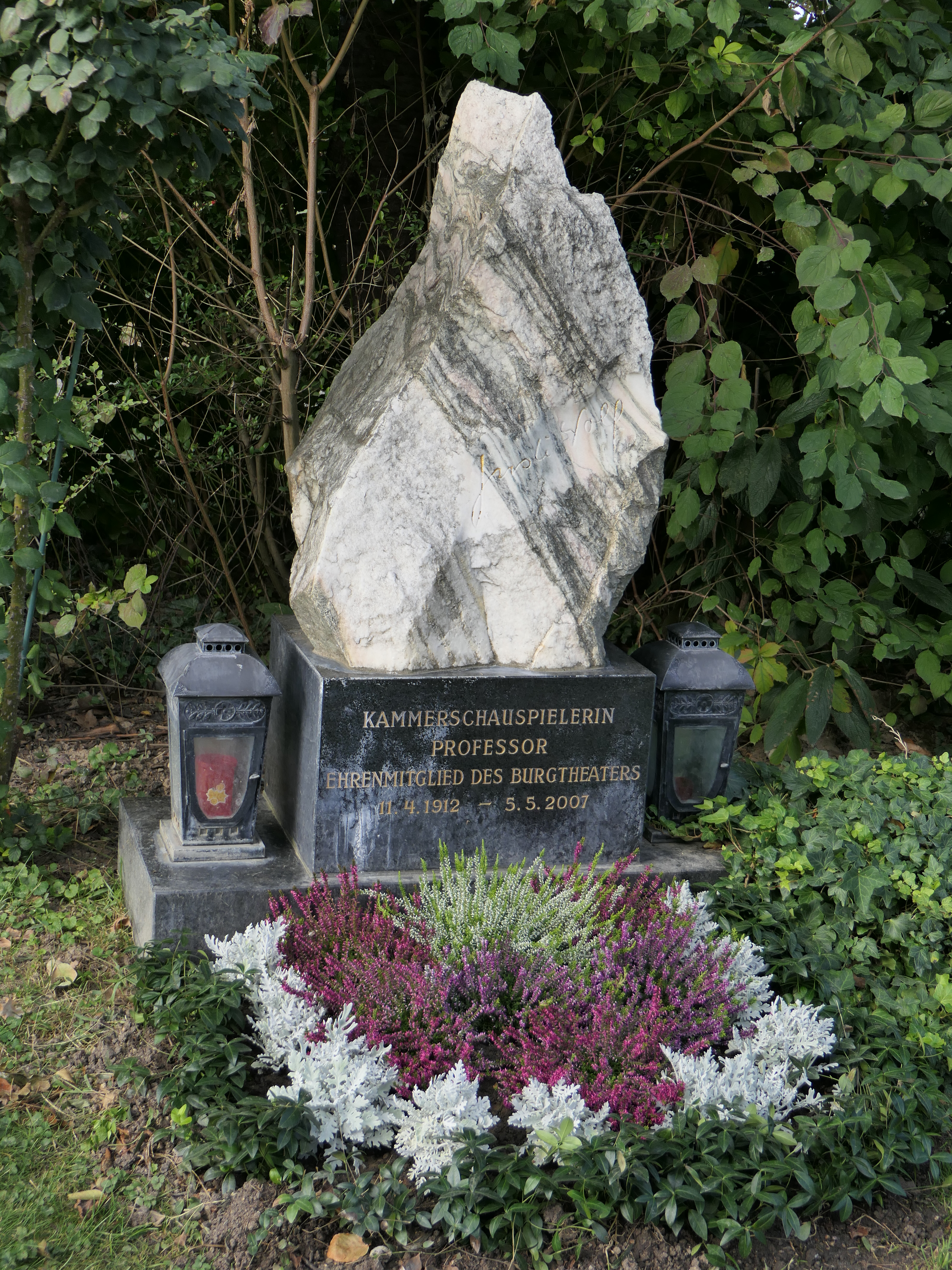
Grab von Gusti Wolf

Als ihre berührendste Altersrolle gilt die Darstellung der Großmutter in Anzengrubers Das vierte Gebot bei den Berndorfer Festspielen unter der Intendanz von Felix Dvorak.
Seit 1937 stand Gusti Wolf auch immer wieder vor der Filmkamera, seit den 60er Jahren arbeitete sie auch häufig fürs Fernsehen. Zu den prominentesten TV-Figuren, die sie verkörperte, zählten etwa die Mutter Kottan in der satirischen Krimiserie Kottan ermittelt und Rosa in der Serie Rosa und Rosalind.
Privat war die Schauspielerin 13 Jahre lang mit dem 1968 verstorbenen Bühnenbildner Teo Otto liiert, dessen künstlerischen Nachlass sie nach seinem Tod betreut und der Öffentlichkeit zugänglich gemacht hat.
In ihren Erinnerungen Gusti Wolf erzählt aus ihrem Leben zog sie zuletzt das Resümee: „Es wird mir bewusst, dass ich mein Leben bisher so gelebt habe, wie ich es mir vorgenommen habe zu leben.“
Sie war Ehrenmitglied des Wiener Burgtheaters und trug die Ehrentitel Kammerschauspielerin sowie Professor. Gusti Wolf starb am Samstag, den 5. Mai 2007 in ihrer Heimatstadt Wien, wenige Wochen nach Vollendung ihres 95. Lebensjahres. Sie wurde am 15. Mai in einem Ehrengrab der Stadt Wien auf dem Wiener Zentralfriedhof (Gruppe 33G, Nr. 38) beerdigt.

## Filmografie
- 1937: Die Austernlilli
- 1937: Die unentschuldigte Stunde
- 1938: Kleines Bezirksgericht
- 1939: Das Abenteuer geht weiter
- 1939: Fasching
- 1940: Falstaff in Wien
- 1940: Herz geht vor Anker
- 1944: Orient-Express
- 1947: Singende Engel
- 1948: Alles Lüge
- 1950: Prämien auf den Tod
- 1950: Jetzt schlägt’s 13 (Es schlägt 13)
- 1950: Wenn eine Frau liebt
- 1951: Verklungenes Wien
- 1951: Der schweigende Mund
- 1952: Wir werden das Kind schon schaukeln (Schäm dich, Brigitte)
- 1953: Saison in Salzburg
- 1953: Die Regimentstochter
- 1953: Die geschiedene Frau
- 1954: Rosen-Resli
- 1956: Das Liebesleben des schönen Franz
- 1957: Einen Jux will er sich machen
- 1957: Tolle Nacht
- 1957: … und die Liebe lacht dazu
- 1958: Meine schöne Mama
- 1958: Liebelei
- 1960: Das weite Land
- 1960: Willy, der Privatdetektiv
- 1961: Urfaust
- 1961: Das Riesenrad
- 1963: Der Musterknabe
- 1966: Der Heiratsschwindler heiratet
- 1967: Der Arzt wider Willen
- 1967: Panoptikum
- 1969–70: Der alte Richter (Fernsehserie, elf Folgen)
- 1970: Keine Angst Liebling, ich pass schon auf
- 1974: Das Spukschloß von Baskermore
- 1975: Das Konzert
- 1975: Derrick  (Fernsehserie, eine Folge)
- 1976: Sonntagsgeschichten
- 1976: Tatort: Annoncen-Mord
- 1976–1983: Kottan ermittelt (Fernsehserie, zwölf Folgen)
- 1978–1981: Polizeiinspektion 1 (Fernsehserie, zwei Folgen)
- 1980: Tatort: Mord auf Raten
- 1986: Rosa und Rosalind (Fernsehserie, sechs Folgen)
- 1988: Trostgasse 7 – eine Kindheit in Wien 1934–1938
- 1990–1991: Wenn das die Nachbarn wüßten (Fernsehserie, zwölf Folgen)
- 1991: Die Strauß-Dynastie
- 1992: Vier Frauen sind einfach zuviel
- 1993, 2000: Kommissar Rex  (Fernsehserie, zwei Folgen)
- 1996–1999: Schlosshotel Orth  (Fernsehserie, zwölf Folgen)
- 1998: Die 3 Posträuber
- 2006: Mozart Werke Ges.m.b.H.

## Auszeichnungen

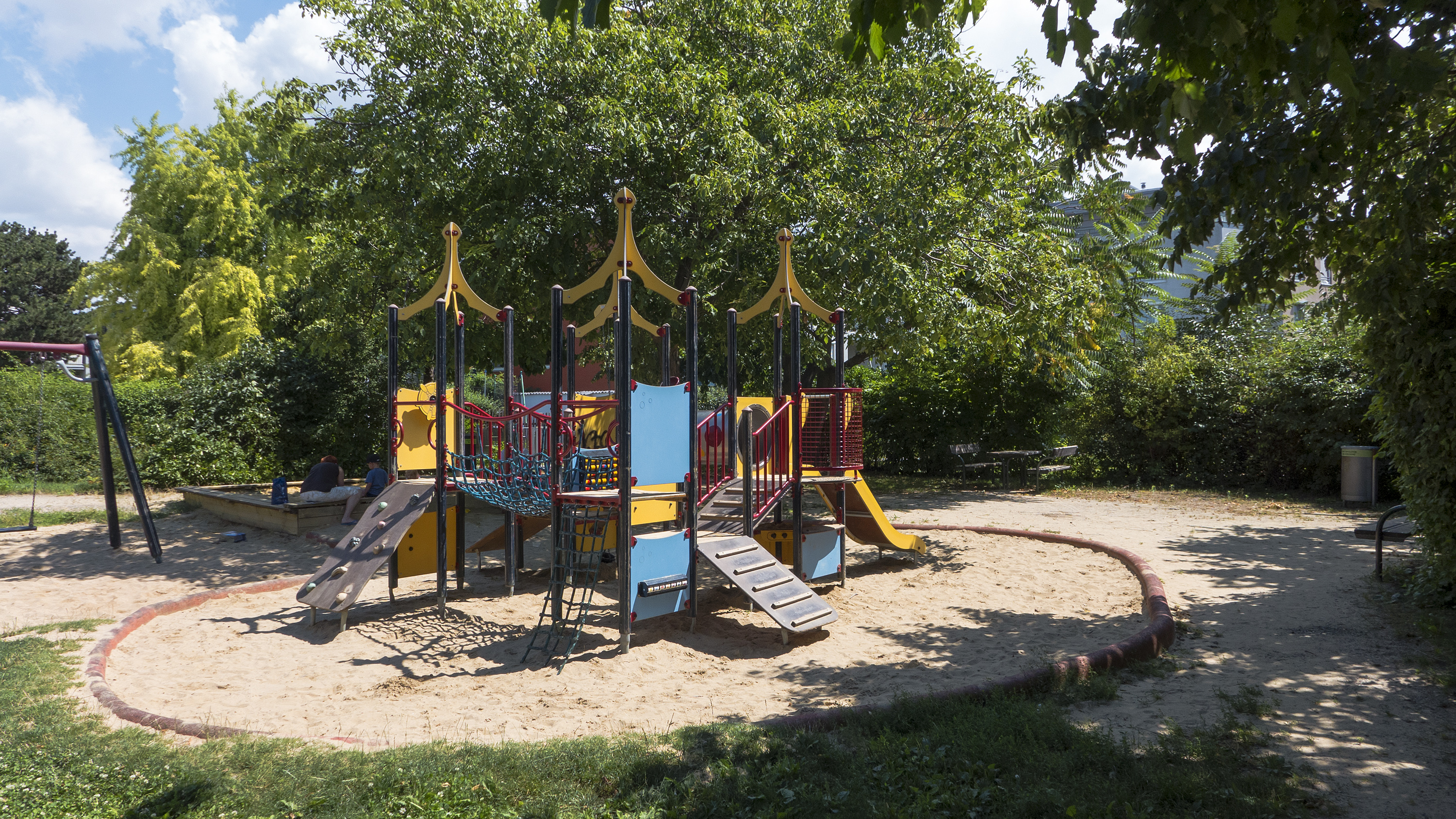
Gusti-Wolf-Park in Wien

- 1934: 2. Preis – Silberne Medaille bei den Internationalen Filmfestwochen Wien
- 1966: Kammerschauspielerin
- 1972: Burgtheaterring
- 1977: Österreichisches Ehrenkreuz für Wissenschaft und Kunst I. Klasse
- 1981: Ehrenpokal für 35 Jahre Mitgliedschaft am Burgtheater
- 1984: Goldener Anhänger mit Gravur für 40 Jahre Burgtheater
- 1985: Großes Ehrenzeichen für Verdienste um die Republik Österreich
- 1987: Ehrenmitglied des Burgtheaters
- 1992: Nestroy-Ring
- 1992: Filmpreis Rosenhügel
- 1993: Goldene Romy als beliebteste Schauspielerin
- 1997: Goldenes Ehrenzeichen für Verdienste um das Land Wien
- 2000: Ernennung zur Professorin
- 2001: Goldener Rathausmann
- 2003: Nestroy-Theaterpreis für ihr Lebenswerk